# آخر العنقود (مسلسل)
آخر العنقود مسلسل خليجي تم تصويره في سلطنة عمان، من إخراج غافل فاضل، وتأليف عمر قنوع.

## الممثلون
شارك في المسلسل عددًا من الفنانين:
- غازي حسين.
- فخرية خميس.
- سمير الناصر.
- أمينة موسى.
- سيف الغانم.
- عادل اليحيى.
- محمد العلي.
- سالم بهوان.
- فرح علي.
- ناصر العزاز.
- سعاد عيسى.
- عبد المحسن النمر.
- محمد حسن بدور.
- لطيفة المجرن.
- هادي السرحاني.
- فريد الجابري.
- طالب البلوشي.
- محسن البلوشي.
- علي غلوم.
- صالح القاسمي.
- حمد الحضرمي.
- خميس لاهي.
- عبد الله الذهلي.
- صالح الهاشمي.
- صالح خضوري.
- سميرة الوهيبي.
- سميرة بلوشي.
- أمينة بلوشي.
- ناصر حمدان.
- يوسف البلوشي.
- سالم الحجري.
- ربيع السعدي.
- أمينة أحمد.
- مبارك الصيد.
- حمود الحارثي.
- عبد الله العجمي.
- حيدر علي.
- وحيدة فضل.
- زليخة بلوشي.
- عبد الكريم جواد.